# Прозрачность местоположения
В компьютерных сетях и вычислительных системах прозрачность местоположения — это техника использования имен для идентификации сетевых ресурсов как таковых, а не их фактического местоположения. Например, доступ к файлам осуществляется по уникальному имени файла, но фактические данные хранятся в физических секторах, разбросанных по диску на локальном компьютере или в сети. В системе прозрачности местоположения фактическое местоположение, где хранится файл, не имеет значения для пользователя. Распределенная система должна будет использовать сетевую схему для именования ресурсов.
Основное преимущество прозрачности местоположения состоит в том, что больше не имеет значения, где находится ресурс. В зависимости от того, как настроена сеть, пользователь может получать файлы, которые находятся на другом компьютере, подключенном к данной сети. Это означает, что расположение ресурса не имеет значения ни для разработчиков программного обеспечения, ни для конечных пользователей. Это создает иллюзию, что вся система находится в одном компьютере, что значительно упрощает разработку программного обеспечения.
Дополнительным преимуществом является обеспечиваемая им гибкость. Системные ресурсы могут быть перемещены на другой компьютер в любое время без нарушения работы каких-либо программных систем, работающих на них. Просто обновив местоположение, которое соответствует названному ресурсу, каждая программа, использующая этот ресурс, сможет его найти. Прозрачность местоположения эффективно упрощает использование местоположения для пользователей, поскольку к данным может получить доступ почти каждый, кто может подключиться к Интернету, кто знает правильные имена файлов для использования и у кого есть надлежащие учетные данные для доступа к ним.